# Apă dulce
Apa dulce este apa cu un conținut nul sau aproape nul de sare NaCl. Spre deosebire de cea sărată, apa dulce este potabilă în majoritatea cazurilor. Este specifică lacurilor, râurilor și ghețarilor, atât montani, cât și fluviali.
Apa dulce se găsește în natură și sub formă solidă, și anume ca zăpadă, ghețari și aisberguri.
Metodele de obținere a apei dulci (cu circa 0,035% salinitate) din apă de mare (cu circa 3,5% săruri) sau din apă salmastră (cu circa 0,5% săruri) pentru consumul uman (apă potabilă) sunt următoarele:
- vaporizarea, prin distilare și condensare (folosind energie convențională ori solară) ori, mai modern, prin detentă („distilare instantanee“);
- osmoza reversibilă, generată prin mărirea presiunii hidrostatice asupra apei sărate și obținerea, astfel, a inversării sensului difuziunii osmotice prin membrana semipermeabilă;
- electrodializa (electroliză cu membrane selective);
- congelare (pulverizarea, într-o cameră de vid, a apei de mare răcite).

Statisticile ONU evaluează volumul total de apă existent pe planetă, la 1400 mil. km³, din care oceanul planetar reprezintă 1362,2 mil. km³ (97,3%), iar diferența de 37,8 mil. km³ (2,7%) o reprezintă apa dulce. Dacă se are în vedere faptul că numai 0,46% din volumul de apă dulce poate fi utilizat direct, restul fiind reprezentat de vaporii de apă din atmosferă, ghețari etc., apa dulce disponibilă pentru utilizare reprezintă de fapt numai 0,0124% din întreaga cantitate de apă a planetei. În cadrul apei dulci, ponderea apei din râuri, cu precădere utilizată în activitatea umană, este deosebit mică (0,01% din apa dulce și 0,0027% din volumul total de apă).